# Rajd Travemunde 1953
Rajd Travemunde 1954 (3. Internationale Rallye Travemunde 1953) – 3 edycja rajdu samochodowego Rajd Travemunde rozgrywanego w RFN. Rozgrywany był od 3 do 7 czerwca 1953 roku. Była to piąta runda Rajdowych Mistrzostw Europy w roku 1953.

## Klasyfikacja rajdu
| Miejsce                      | Kierowca                     | Pilot                        | Samochód                     | Czas                         | Strata                       |                              |
| Klasyfikacja generalna i ERC | Klasyfikacja generalna i ERC | Klasyfikacja generalna i ERC | Klasyfikacja generalna i ERC | Klasyfikacja generalna i ERC | Klasyfikacja generalna i ERC | Klasyfikacja generalna i ERC |
| ---------------------------- | ---------------------------- | ---------------------------- | ---------------------------- | ---------------------------- | ---------------------------- | ---------------------------- |
| 1.                           | Helmut Polensky              | Walter Schlüter              | Fiat 1100                    |                              | 0.0                          |                              |
| 2.                           | Gert Seibert                 | Alfred Bolz                  | Citroën 11                   |                              |                              |                              |
| 3.                           | Walter Scheube               | Paul Gierke                  | Ford Taunus 12M              |                              |                              |                              |
| 4.                           | Fritz Bösmiller              | Hans Wencher                 | Fiat 1100                    |                              |                              |                              |
| 5.                           | Walter Deutsch               | Pierre Rousselle             | Aston Martin DB2             |                              |                              |                              |
| 6.                           | Gustav Menz                  | Heinz Meier                  | DKW F 91                     |                              |                              |                              |
| 7.                           | Charles Fraikin              | Olivier Gendebien            | Jaguar XK120                 |                              |                              |                              |
| 8.                           | Werner Engel                 | Hans Leo von Hoesch          | Porsche 356 1300 Super       |                              |                              |                              |
| 9.                           | Irmgard Prahl                | Hans-Joachim Prahl           | Volkswagen                   |                              |                              |                              |
| 10.                          | Heinz Schwind                | Wolfgang Gutbrod             | Gutbrod Superior             |                              |                              |                              |